# Slătioara (Vâlcea)
Pour les articles homonymes, voir Slătioara.
Slătioara est une commune du județ de Vâlcea en Roumanie.

## Démographie
En 2021, la population était de 3 366 habitants.